# Lista patriarchów Kościoła Wschodu
Patriarcha Kościoła Wschodu, zwany też Patriarchą Wschodu lub Katolikosem-Patriarchą Wschodu – tytuł, którym posługują się zwierzchnicy Kościoła Wschodu. Historycznie był używany we wczesnych wiekach naszej ery przez chrześcijan w Persji, których wspólnotę nazywano Kościołem nestoriańskim, perskim, sasanidzkim lub wschodnisyryjskim. W XVI, XVII oraz XX wieku Kościół Wschodu przeszedł szereg rozłamów, które zaowocowały pojawieniem się licznych, współzawodniczących patriarchów. Obecnie dwa główne kościoły, które wyłoniły się z owych rozłamów to Asyryjski Kościół Wschodu, wiedziony przez patriarchów z Irbilu oraz Kościół chaldejski, którego głową są patriarchowie Babilonu. Poza tymi dwoma istnieje także Starożytny Kościół Wschodu, który wyłamał się w 1964 roku. Zwierzchnicy powyższych Kościołów oficjalnie używają tytułu Patriarchy Wschodu.

## Siedziba
Siedzibą patriarchatu była początkowo perska stolica Seleucja–Ktezyfon. W IX wieku patriarcha przeniósł się do Bagdadu po czym osiadał w innych miastach na terenie współczesnego Iraku, takich jak Tebriz czy Mosul. W wyniku podziałów w XVI i XVII wieku doszło do powstania Chaldejskiego Kościoła Katolickiego z własną hierarchią. Obydwaj patriarchowie często zmieniali siedziby, podróżując po Bliskim Wschodzie. Współcześnie siedzibą Chaldejskiego Patriarchy Babilonu jest Bagdad. W XIX wieku patriarcha nie unickiego odłamu, zwanego już Asyryjskim Kościołem Wschodu osiadł we wsi Konak na terenie obecnej Turcji. W XX wieku w wyniku licznych prześladowań i częstej migracji Asyryjczyków do krajów Zachodnich, zwłaszcza do Stanów Zjednoczoncyh, Patriarcha przeniósł się do Chicago. We wspólnotach pozostających na Bliskim Wschodzie doszło do kolejnego rozłamu i w 1968 roku obrali oni własnego patriarchę, nazywając się Starożytnym Kościołem Wschodu. Po dziś dzień siedzibą jego zwierzchnika jest Bagdad.  

## Rys historyczny

Nurty chrześcijańskie

Patriarchat Wschodu ukształtował się w wyniku stopniowo rosnącego znaczenia przywódców grup chrześcijańskich z Seleucji- Ktezyfonu wśród współwyznawców żyjących na terenie Persji. Chrześcijaństwo przenikało na te tereny od początku swego istnienia, ale długo brakowało dobrej organizacji, biskupstw i lokalnego lidera, którego przywództwo byłoby akceptowane przez większość wspólnot. Dodatkowym utrudnieniem jest brak źródeł co zmusza do opierania się na niezbyt jasnych podaniach samych wiernych a tu pojawia się ryzyko mitologizacji początków celem dodania sobie splendoru i udowodnienia że ich kościół wywodzi się bezpośrednio od Apostołów. U samych początków ciężko jest też ustalić dokładne daty panowania, gdyż podania często znacznie się od siebie różnią. Pierwszym biskupem Seleucji- Ktezyfonu o którego konsekracji wiemy jest Papa bar Aggaj, który został wyniesiony do tej godności około roku 280 przez wizytujących miasto biskupów Akha d'abuh' z Arbeli i Hai-Beëla z Suzy. Następcy Papy zaczęli używać tytułu katolikosa, rzymskiego określenia przyjętego z powodu jego użycia przez katolikosów Wszechormian. Ze względu na szybko rosnącą liczbę chrześcijan w Seleucji-Ktezyfonie jak i wzrost znaczenia miasta które stało się stolicą Imperium Sasanidów, rosło także znaczenie tutejszych biskupów którzy z czasem stali się nieformalnymi przywódcami chrześcijan w Persji. Mimo prześladowań podjętych w IV wieku przez państwo za panowania Szapura II liczba chrześcijan zwiększała się. Szachowie obawiając się nielojalności chrześcijańskich poddanych w konfliktach z Cesarstwem Rzymskim, uznali w V wieku istnienie Kościoła z czasem ogłaszając biskupów Seleucji-Ktezyfonu jego zwierzchnikami, uznając ich tytuł Katolikosów. W ciągu następnych dziesięcioleci zaczęto ich określać mianem patriarchów.
Współcześnie istniejące kościoły które odwołują się do tradycji Kościoła Wschodu za swych historycznych przywódców uważają:

## Lista biskupów Seleucji–Ktezyfonu
- Thoma (Apostoł Tomasz) ok. 35 – ok. 37
- Addaj (Apostoł Juda Tadeusz lub Tadeusz z Edessy) ok. 37–ok. 65
- Mar Agai ok. 66 – ok. 87
- Mari ok. 88 – ok. 120
- Mar Abris ok. 121 – ok. 137
- wakat ok. 137 – ok. 159
- Mar Abraham (Oraham I z Kaszkaru) ok. 159 – ok. 171
- Mar Jakub I ok. 172 – ok. 190
- Mar Ahha (Achu z Abudży) ok. 190 – ok. 220
- Mar Szachlufa (Szachlupa z Kaszkaru) ok. 220 – ok. 240
- wakat ok. 240 – ok. 317

## Lista katolikosów Seleucji–Ktezyfonu
- Papa bar Aggaj ok. 317 – ok. 329
- Szymon Barsaba ok. 329 – ok. 341
- Mar Szachdost ok. 341 – ok. 345
- Mar Bar Baszmin ok. 345 – ok. 350
- wakat ok. 350 – ok. 363
- Mar Tomarsa (Tamuza) ok. 363 – ok. 371
- Mar Qajuma ok. 372 – ok. 399

## Lista Wielkich Metropolitów Seleucji–Ktezyfonu
- Izaak ok. 399 – 410
- Ahaj (Ahha) 410 – 415
- Jabalaha I 415 – 420
- Mana 420
- Farbocht (Marabocht) 420 – 421
- Dadiszu I 421 – 431

Odłączenie się Kościoła Wschodu od innych Kościołów po Soborze Efeskim w 431

## Patriarchowie Kościoła Wschodu w Ktezyfonie (431–853)
- Dadiszu I 431 – 456
- Babaeus 457 – 484
- Achacy 484 – 496
- Babaj ok. 497 – ok. 503
- Szila ok. 503 – ok. 523
- Narsaj ok. 524 – ok. 539
- Paweł ok. 539 – ok. 540
- Aba I ok. 540 – 552
- Józef 552 – 566
- Ezechiel 566 – 581
- Iszujab z Arzunu 582 – 595
- Sabriszu z Garmaki 596 – 604
- Grzegorz z Party ok. 605 – ok. 609
  - wakat ok. 609 – ok. 628
- Iszujab Arab ok. 628 – ok. 645
- Maremeh ok. 645 – ok. 649
- Iszujab III 650 – 658
- Jerzy I 661 – 680
- Jochanan syn Marty 681 – 683
  - wakat 683 – 685
- Chnaniszu I ok. 685 – 700
  - Jochanan Trędowaty 693 – 694 (anty-patriarcha)
- wakat 700 – 714
- Sliwazcha 714 – 728
  - wakat 728 – 731
- Pethion 731 – 740
- Aba II 741 – 751
- Surin 752
- Jakub II 754 – 773
- Chnaniszu II 774 – 780
- Tymoteusz I 780 – 820/23
- Iszu bar Nun 820/3 – 825/28
- Geuargis II 828 – 830
- Sabriszu II 831 – 836
- Abraham z Margi 837 – 850
  - wakat 850 – 853

Przeniesienie siedziby patriarchatu do Bagdadu

## Patriarchowie Kościoła Wschodu w Bagdadzie (853–1265)
- Teodozjusz 853 – 858
- wakat 858 – 860
- Sergiusz 860 – 872
- wakat 872 – 877
  - Izrael z Kaszkaru 877 (antypatriarcha)
- Annusz z Beth-Garmai 877 – 884
- Jochanan bar Narsaj 884 – 892
- Jochanan IV 893 – 899
- Jochanan bar Abgar 900 – 905
- Abraham z Krety 905 – 937
- Emanuel I 937 – 960
- Izrael z Karchu 961 – 962
- Abdiszu z Beth-Garmai 963 – 986
- Mari z Asyrii 987 – 1000
- Jochanan VI (Joannis) 1000 – 1011
- Jochanan bar Nazuk 1012 – 1020
- Iszujab IV 1020 – 1025
- wakat 1025 – 1028
- Eliasz z Teheranu 1028 – 1049
- Jochanan bar Targala 1049/50 – 1057
- Sabriszu bar Zanbur 1057/63 – 1071/72
- Abdiszu bar Ars z Asyrii 1072 – 1090/1
- Makicha bar Szlemon 1092 – 1108/10
- Eliasz bar Makli 1110 – 1132
- Bar Sauma z Suwy 1133/4 – 1136
- wakat 1136 – 1139
- Abdiszu III 1139 – 1148
- Iszujab al-Baladi z Beth-Zodai 1148 – 1176
- Eliasz Abuchalim 1176 – 1190
- Jabalaha bar Kaijuma 1190 – 1222
- Sabriszu IV 1222 – 1226
- Sabriszu z Bagdadu 1226 – 1256
- Makicha II 1257 – 1265

Przeniesienie siedziby patriarchatu do Tebrizu

## Patriarchowie Kościoła Wschodu w Tebrizie (1265–1368)
- Dincha z Arbilu 1265 – 1281/2
- Jabalaha Turek 1283 – 1317
- Tymoteusz z Arbilu 1318 – 1328/32
- Dincha II 1329/32 – 1364
- Dincha III 1359 – 1368

Przeniesienie siedziby patriarchatu do Mosulu

## Patriarchowie Kościoła Wschodu w Mosulu (1368–1403)
- Szymon II 1368 – 1392
- wakat 1392 – 1403

Przeniesienie siedziby patriarchatu do Alkuszu

## Patriarchowie Kościoła Wschodu w Alkuszu (1403–1552)
- Szymon III 1403 – 1407
- wakat ok. 1407 – 1437
- Eliasz IV ok. 1437

Dynastia z Alkuszu (1437 – 1804) (Patriarchat dziedziczny)
- Szymon IV 1437 – 1497
- Szymon V (Mar Jochanan) ok. 1497 – 1501
- Eliasz V ok. 1502 – 1503
- Szymon VI 1505 – 1538
- Szymon VII Iszujab ok. 1539 – 1558

## Patriarchowie Kościoła Wschodu po schizmie (1553–1830)
Schizma w 1552 roku i powstanie dwóch linii patriarszych: Eliasza - Kościół Wschodu i Szymona - Kościół chaldejski zjednoczony z papieżem

Linia Eliasza
- Eliasz VII 1558 – 1591
- Eliasz VIII 1591 – 1617[6]
- Eliasz IX Szymon 1617 – 1660
- Eliasz X Jan Marogin 1660 – 1700

Linia Szymona
- Szymon VIII Jan Sulaka 1553 – 1555
- Abdisho IV Maron 1555 – 1570
- Yahballaha 1572 – 1580
- Szymon IX Dinkha 1580 – 1600
- Szymon X Eliasz 1600 – 1638
- Szymon XI Eshuyow 1638 – 1656
- Szymon XII Yoalaha 1656 – 1662
- Szymon XIII Dinkha 1662 – 1692

W 1692 roku linia Szymona zerwała unię z Kościołem katolickim. W 1681 roku powstała linia Józefa z Amidy.

Linia Eliasza w Alkuszu
- Eliasz XI Marogin 1700 – 1722
- Eliasz XII Denha 1722 – 1778
- Eliasz XIII Iszujab 1778 – 1804
i równolegle
Jan VII Hormizd 1830 – 1838

Linia Szymona w Kochanis
- Szymon XIII Dinkha 1692 – 1700 w Kochanis
- Szymon XIV Szlemon 1700 – 1740
- Szymon XV Michał Muchattis 1740 – 1780
- Szymon XVI Juna 1780 – 1820
- Szymon XVII Abraham 1820 – 1860/1

Linia Józefa w Amidzie
- Józef I 1681 – 1696
- Józef II Sliba Marouf 1696 – 1713
- Józef IV Tymoteusz Łazarz Hindi 1757 – 1780
- Józef V Augustyn Hindi[7] 1804 – 1827

## Patriarchowie Asyryjskiego Kościoła Wschodu i Kościoła chaldejskiego (od 1830)
W 1830 papież Pius VIII zjednoczył linię Józefa i linię Eliasza tworząc chaldejski Patriarchat Babilonu. Z linii Szymona pochodzą patriarchowie Asyryjskiego Kościoła Wschodu.

Patriarchowie Asyryjskiego Kościoła Wschodu
- Szymon XVIII Ruwil 1860/61 – 1903
- Szymon XIX Benjamin 1903 – 1918 w Salamas
- Szymon XX Paweł 1918 – 1920 w Mosulu
- Szymon XXI Iszaj 1920 – 1975 w San Francisco

Chaldejscy Patriarchowie Babilonu
- Osobny artykuł: Chaldejski patriarcha Babilonu.

W 1975 roku, wraz ze śmiercią Szymona XXI wygasła dziedziczna linia Szymona. Kolejnych patriarchów wybiera się w drodze elekcji. Wcześniej, w 1964 roku doszło do schizmy na łonie Kościoła i wyodrębnienia się Starożytnego Kościoła Wschodu. Spowodowane było to sprzeciwem przeciw dziedziczności tronu patriarszego i reformom kalendarza.

Patriarchowie Asyryjskiego Kościoła Wschodu
- Dinkha IV Khanania 1976 – 2015  w Chicago
- Gewargis III Sliwa 2015 – 2021 w Irbilu
- Awa III Royel od 2021 w Irbilu

Patriarchowie Starożytnego Kościoła Wschodu
- Thoma Darmo 1968 – 1969 w Bagdadzie
- Addai II Giwargis od 1972 w Bagdadzie

Chaldejscy Patriarchowie Babilonu
- Osobny artykuł: Chaldejski patriarcha Babilonu.